# Dunsnavelholengraver
De dunsnavelholengraver (Geositta tenuirostris) is een zangvogel uit de familie Furnariidae (ovenvogels).

## Verspreiding en leefgebied
Deze soort komt voor van centraal Ecuador tot noordwestelijk Argentinië en telt twee ondersoorten:
- G. t. kalimayae: centraal Ecuador.
- G. t. tenuirostris: Peru, Bolivia en noordwestelijk Argentinië.

## Status
De grootte van de populatie is niet gekwantificeerd maar de soort wordt omschreven als vrij algemeen. Op de Rode lijst van de IUCN heeft deze soort de status niet bedreigd.